# 埃爾卡斯蒂略
11°2′N 84°28′W / 11.033°N 84.467°W

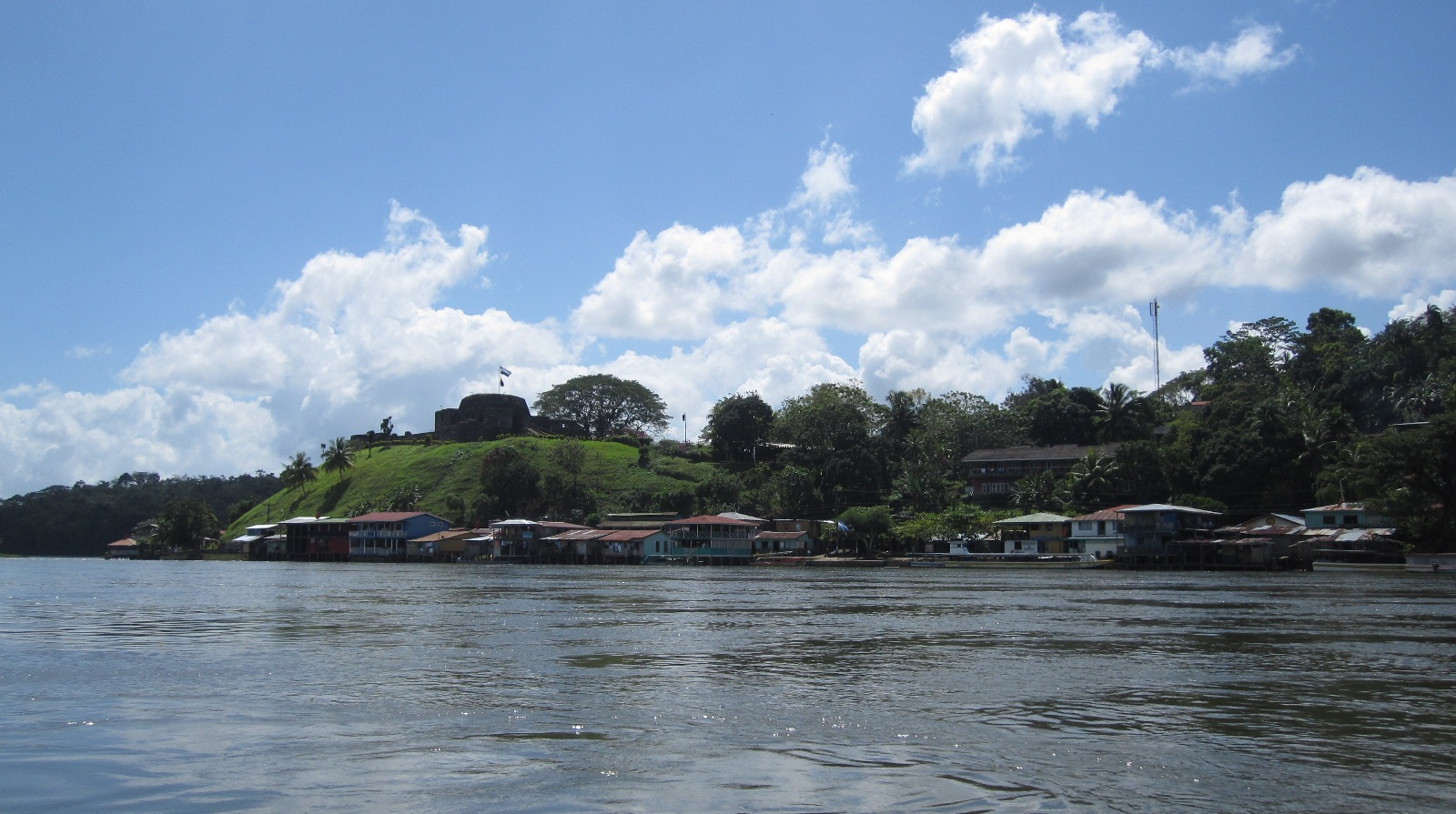
埃爾卡斯蒂略

埃爾卡斯蒂略（西班牙語：El Castillo），是尼加拉瓜的城鎮，位於該國東南部，由聖胡安河省負責管轄，面積1,655平方公里，海拔高度33米，2005年人口19,864，人口密度每平方公里12人。